# Ніколаєва Олена Петрівна
Олена Петрівна Ніколаєва (21 липня 1926 — 2009) — українська акторка, перша дикторка Українського телебачення.

## Життєпис
Народилася 21 липня 1926 року на Харківщині. Закінчила Київський театральний інститут.
Працювала в Київському театрі юного глядача. Згодом в Чернігівському музично-драматичному театрі. 
З 1953 по 1966 рік працювала диктором на Українському телебаченні разом з Ольгою Даниленко.  
З 1972 року помічник режисера на Укртелефільмі, де працював її другий чоловік оператор Аркадій Дербінян, з яким прожила 10 років.
Була асистентом режисера у фільмі «Рівно 20 з гаком» (1968, реж. Ю. Суярко). 